# فیشرتکنیک
فیشرتکنیک (انگلیسی: Fischertechnik) شرکت تولید اسباب‌بازی آلمانی است، که در سال ۱۹۶۶ تأسیس شد.